# 天宝山 (京畿道)
天宝山（천보산）是一座位于韓國京畿道杨州市的山峰，主峰標高海拔337公尺。